# Lepidostoma memotong
Lepidostoma memotong är en nattsländeart som beskrevs av Weaver och Huisman 1992. Lepidostoma memotong ingår i släktet Lepidostoma och familjen kantrörsnattsländor. Inga underarter finns listade i Catalogue of Life.